# Meryl Streep
Mary Louise "Meryl" Streep (sinh ngày 22 tháng 6 năm 1949) là một nữ diễn viên và nhà nhân đạo người Mỹ. Được giới truyền thông gọi là "nữ diễn viên xuất sắc nhất của thế hệ", Streep nổi tiếng nhờ tài biến hóa giọng nói trong nhiều vai diễn đa dạng. Streep đã giành 21 đề cử cho giải Oscar, nhiều hơn bất kể một diễn viên nào, đồng thời là một trong sáu diễn viên duy nhất chiến thắng nhiều hơn 3 giải Oscar trong lĩnh vực diễn xuất. Bà còn mang về kỷ lục 30 đề cử giải Quả cầu vàng và thắng 8 giải, nhiều nhất trong số các diễn viên.
Vai diễn sân khấu chuyên nghiệp đầu tiên của Streep nằm trong vở Trelawny of the Wells năm 1975. Năm 1976, bà nhận đề cử giải Tony cho "Nữ diễn viên chính kịch xuất sắc" với vai diễn trong 27 Wagons Full of Cotton. Bà lần đầu góp mặt trên truyền hình năm 1977 bằng bộ phim The Deadliest Season, rồi cuối năm đó khởi nghiệp điện ảnh với Julia. Năm 1978, bà thắng giải Emmy cho vai diễn trong loạt phim ngắn Holocaust và nhận đề cử giải Oscar đầu tiên cho The Deer Hunter. Bà giành chiến thắng tại hạng mục "Nữ diễn viên phụ xuất sắc nhất" cho Kramer vs. Kramer (1979) và "Nữ diễn viên chính xuất sắc nhất" cho 
Sophie's Choice (1982) và The Iron Lady (2011).
Những vai diễn giành đề cử giải Oscar khác của Streep nằm trong The French Lieutenant's Woman (1981), Silkwood (1983), Out of Africa (1985), Ironweed (1987), Evil Angels (1988), Postcards from the Edge (1990), The Bridges of Madison County (1995), One True Thing (1998), Music of the Heart (1999), Adaptation (2002), The Devil Wears Prada (2006), Doubt (2008), Julie & Julia (2009), August: Osage County (2013), Into the Woods (2014) và Florence Foster Jenkins (2016). Bà trở lại sân khấu sau hơn 20 năm trong vở The Seagull, được dàn dựng mới năm 2001 tại Nhà hát Public, giúp bà giành giải Emmy thứ hai và tiếp tục thắng giải Quả cầu vàng năm 2004 cho loạt phim đài HBO Angels in America (2003).
Streep được trao giải Thành tựu trọn đời của Viện phim Mỹ năm 2004, giải thưởng Gala Tribute từ Hiệp hội điện ảnh Trung tâm Lincoln năm 2008 và giải thưởng danh dự của Trung tâm Kenedy năm 2011, dành cho những đóng góp của bà đến văn hóa Mỹ. Tổng thống Hoa Kỳ Barack Obama vinh danh bà bằng Huân chương Quốc gia Nghệ thuật năm 2010 và Huân chương Tự do Tổng thống năm 2014. Năm 2003, Chính phủ Pháp trao tặng bà Huân chương Order of Arts and Letters. Năm 2017, Streep nhận giải Quả cầu vàng Cecil B. DeMille.

## Thời thơ ấu

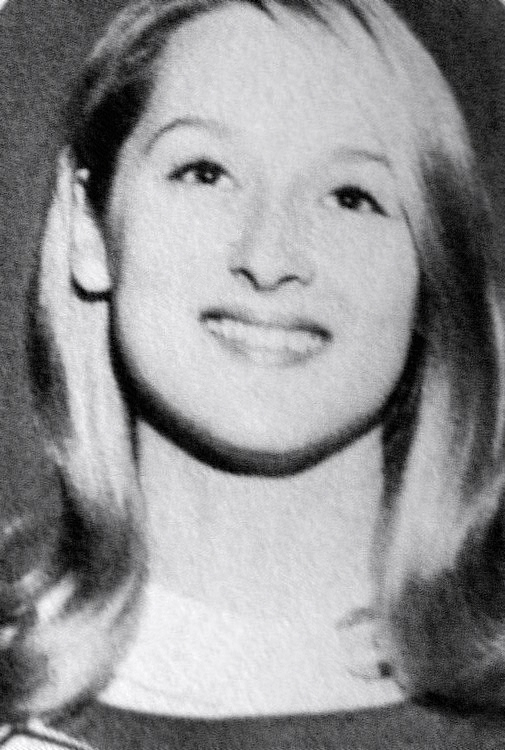
Meryl Streep năm 1966, khi còn là học sinh năm cuối trung học

Mary Louise Streep sinh ngày 22 tháng 6 năm 1949, tại Summit, New Jersey, là con gái của nhà quản lý dược phẩm Harry William Streep Jr. (1910–2003); và Mary Wolf Wilkinson (1915–2001), một nghệ sĩ quảng cáo và biên tập nghệ thuật. Streep là con cả trong gia đình, hai người em trai của bà là Dana David and Harry William III.
Harry, cha của Streep, mang hai dòng máu Đức và Thụy Sĩ. Dòng dõi của gia đình bắt nguồn từ Loffenau, Đức, nơi một trong những tổ tiên của Streep trở thành thị trưởng và ông cố thứ hai Gottfried Streeb di cư sang Mỹ (sau này đổi họ thành "Streep"). Một nhánh khác trong gia phả xuất thân từ Giswil, Thụy Sĩ. Mẹ của Streep có gốc gác Anh, Đức và Ireland. Một vài tổ tiên bên ngoại của bà sống tại Pennsylvania và Rhode Island; họ có gốc gác từ dân nhập cư Anh thế kỷ 17. Ông cố thứ tám của bà, Lawrence Wilkinson, là một trong những người châu Âu đầu tiên lập nghiệp tại Rhode Island. Streep còn là họ hàng xa của William Penn, người sáng lập nên Pennsylvania; ghi nhận cho thấy gia đình bà là một trong những người mua đất đầu tiên ở tiểu bang này. Ông bà sơ bên ngoại của Streep, Manus McFadden và Grace Strain, là người bản địa sống tại quận Horn Head, Dunfanaghy, Ireland.
Streep so sánh nhân dạng và tính cách của mẹ mình với Bá tước Judi Dench. Mẹ của Streep khuyến khích con gái mình một cách mạnh mẽ và thấm nhuần tinh thần tự tôn từ khi còn nhỏ. Streep chia sẻ: "Mẹ chính là cố vấn của tôi vì bà đã nói rằng, 'Meryl, con có khả năng. Con rất tuyệt vời.' Bà ấy bảo, 'Nếu dốc sức thì con có thể làm bất cứ điều gì. Nếu lười biếng, con sẽ chẳng làm gì được đâu. Nhưng nếu con vững chí, con có thể làm tất cả.' Và tôi tin bà ấy." Cho dù Streep là người hướng nội hơn mẹ mình, bà vẫn thường tham khảo ý kiến của mẹ trong những lúc cần được động viên trong cuộc sống.

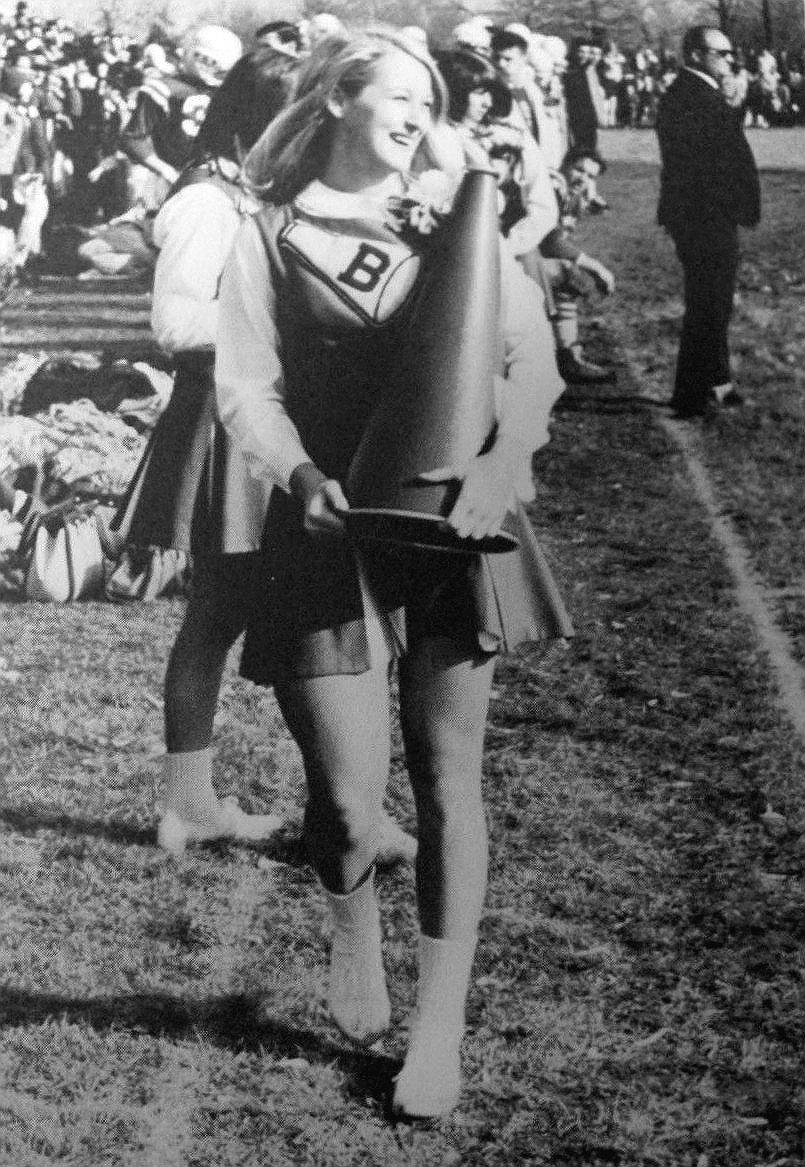
Streep khi là cổ vũ viên của trường Trung học Bernards, 1966

Streep lớn lên trong cộng đồng Giáo hội Trưởng Nhiệm tại Basking Ridge, New Jersey. Bà theo học tại trường Trung học Cedar Hill và Oak Street, một ngôi trường Trung học cơ sở lúc bấy giờ. Bà vào vai Lousie Heller trong vở "The Family Upstairs" tại trường Trung học cơ sở. Năm 1963, gia đình chuyển tới Bernardsville, New Jersey, nơi bà đăng ký tại Trung học Bernards. Tác giả Karina Longworth miêu tả bà là lúc đó là một "đứa trẻ tóc xoăn, đeo kính vụng về", thích đứng trước máy quay trong những thước phim của gia đình khi còn nhỏ. Năm 12 tuổi, Streep tham gia khóa học về opera cùng Estelle Liebling để hát trong buổi diễn của trường. Streep nhớ lại, "Tôi hát những điều mà bản thân không thể cảm nhận hay đồng cảm. Đó là một bài học quan trọng—không nên làm như vậy. Tôi phải tìm thấy những gì mình có thể thấu hiểu". Bà nghỉ hát sau 4 năm. Streep có nhiều bạn học theo đạo Công giáo và thường đến dự thánh lễ.
Dù xuất hiện trong nhiều buổi diễn tại trường Trung học, bà chỉ tập trung đến kịch nghệ một cách nghiêm túc khi diễn vở Miss Julie tại Đại học Vassar năm 1969, thu hút sự quan tâm trong khuôn viên trường. Giáo sư Clinton J Atkinson tại đại học Vassar nhận thấy, "Tôi nghĩ chẳng có ai dạy Meryl diễn xuất cả. Cô ấy tự học lấy mà thôi." Streep bộc lộ khả năng nhại giọng và nhớ thoại một cách nhanh chóng. Bà tốt nghiệp với bằng cử nhân Nghệ thuật cum laude năm 1971, trước khi theo học khóa Thạc sĩ Nghệ thuật tại Đại học Kịch nghệ Yale. Tại Yale, bà trang trải học phí bằng công việc bồi bàn và đánh chữ, xuất hiện trong hơn một tá vở diễn mỗi năm, đến nỗi trở nên quá tải và mắc bệnh ung nhọt. Bà suy nghĩ đến việc nghỉ diễn và chuyển sang học luật. Streep diễn nhiều vai trên sân khấu, từ Helena trong A Midsummer Night's Dream đến một bà lão 80 tuổi trên xe lăn trong một vở hài của hai tác giả vô danh lúc bấy giờ, Christopher Durang và Albert Innaurato. Một trong những giáo viên của bà Robert Lewis, nhà đồng sáng lập hãng Actors Studio. Streep không chấp thuận một vài bài tập diễn xuất của giáo sư, cho rằng chúng "chạm đến đời sống riêng tư theo một cách khó chịu". Bà hoàn thành khóa học tại Yale năm 1975. Streep còn trở thành sinh viên thỉnh giảng tại Đại học Dartmouth vào mùa thu năm 1970, rồi nhận bằng Học giả Nghệ thuật Danh dự năm 1981.

## Sự nghiệp

### Thập niên 1970

#### Khởi nghiệp sân khấu và điện ảnh

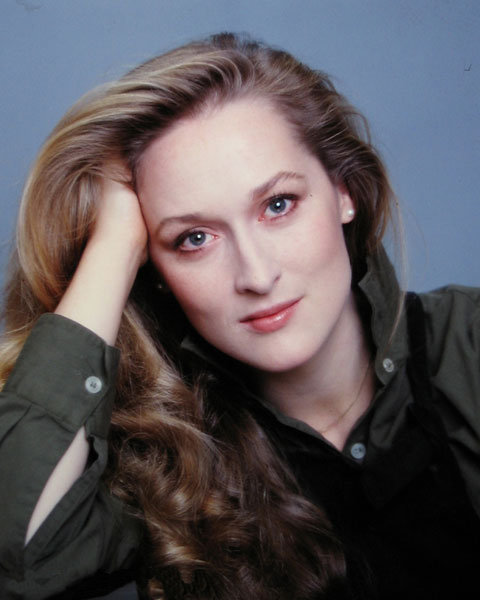
Streep cuối những năm 1970

Một trong những công việc chuyên ngành đầu tiên của Streep là vào năm 1975, sau khi học tại Yale, ở Hội nghị tác giả Quốc gia của Trung tâm Nhà hát Eugene O'Neill, nơi bà trình diễn 5 vở kịch trong 6 tuần. Streep dời đến thành phố New York năm 1975 và được Joseph Papp tuyển vào vở Trelawny of the Wells tại Nhà hát Public, bên cạnh Mandy Patinkin và John Lithgow. Bà nhận thêm 5 vai nữa trong năm đầu tiên ở New York, bao gồm các vở Henry V của Papp trong Ngày hội Shakespear tại New York, The Taming of the Shrew với Raúl Juliá và Measure for Measure bên cạnh Sam Waterston và John Cazale. Bà bước vào mối quan hệ tình cảm với Cazale vào thời điểm này, chung sống cùng ông cho đến khi qua đời 3 năm sau đó. Bà xuất hiện trong vở nhạc kịch Happy End tại Broadway, rồi thắng giải Obie cho vở kịch Alice at the Palace.
Dù chưa có dự định nào về điện ảnh, diễn xuất của Robert De Niro trong Taxi Driver (1976) lại gây ảnh hưởng sâu sắc đến Streep lúc đó, khiến bà tự nhủ "đó chính là kiểu diễn viên tôi muốn trở thành khi lớn lên". Streep bắt đầu thi tuyển cho nhiều bộ phim, trong đó có lần thử vai chính trong phim giả tưởng King Kong của đạo diễn Dino De Laurentiis. Laurentiis nói tiếng Ý với con trai mình: "Thật là xấu xí. Tại sao lại đưa cho ta xem thứ này". Dù không quen biết Laurentiis, Streep hiểu tiếng Ý và trả lời, "Tôi rất tiếc vì chưa đủ xinh đẹp, ông biết đấy—đây là những gì tôi có". Bà bắt đầu hợp tác với nhà hát Broadway, xuất hiện năm 1976 trong vở 27 Wagons Full of Cotton của Tennessee Williams và A Memory of Two Mondays của Arthur Miller. 27 Wagons Full of Cotton giúp bà nhận một đề cử giải Tony cho "Nữ diễn viên chính kịch xuất sắc". Bà tham gia các vở kịch khác tại Broadway, như The Cherry Orchard của Anton Chekhov và vở nhạc kịch mà bà từng tham gia tại Nhà hát Trung tâm Chelsea, Happy End của Bertolt Brecht-Kurt Weill. Bà nhận đề cử giải Drama Desk cho cả hai vở kịch này.
Vai diễn điện ảnh đầu tiên của Streep nằm trong bộ phim Julia (1977) bên cạnh Jane Fonda. Trong phim, bà vào một vai phụ trong phân cảnh hồi tưởng. Hầu hết cảnh của bà bị cắt đi, nhưng thời gian ngắn ngủi trên màn ảnh đã làm bà hoảng sợ: "Tôi phải đội một bộ tóc giả xấu xí, còn lời thoại trong cảnh với Jane bị cắt đi rồi ghép vào một cảnh khác. Lúc đó tôi nghĩ rằng, đây là một sai lầm khủng khiếp, không phim ảnh gì nữa. Tôi ghét cái ngành này". Dù vậy, Streep xếp Fonda vào những cái tên tạo ảnh hưởng lâu dài đến sự nghiệp của bà, nhận xét Fonda đã "mở ra nhiều cánh cửa mà tôi còn chẳng biết đã xuất hiện".

#### Bứt phá
Robert De Niro tìm thấy Streep trong giai đoạn sản xuất vở The Cherry Orchard và gợi ý bà vào vai người tình của ông trong phim chiến tranh The Deer Hunter (1978). Cazale được chẩn đoán mắc bệnh ung thư phổi trong lúc tham gia bộ phim này. Streep phải đảm nhận vai trò của một "cô bạn gái mập mờ, nhàm chán" bên cạnh Cazele trong thời gian ghi hình. Longworth nhận thấy Streep "đánh dấu sự trao quyền của phụ nữ bằng vai diễn một người đàn bà bị tước đoạt quyền tự tôn—một cô gái xuất thân từ thị trấn Mỹ nhỏ bé, cả đời chỉ biết đến sự phục tùng". Pauline Kael, người sau này trở thành một nhà phê bình mạnh mẽ đối với Streep, ghi nhận bà chính là "vẻ đẹp chân thực" mang đến sự mới mẻ cho bộ phim. Thành công của bộ phim đưa Streep gần hơn tới khán giả và giành đề cử giải Oscar cho nữ diễn viên phụ xuất sắc nhất.
Loạt phim ngắn Holocaust (1978) cho thấy Streep trong vai một nghệ sĩ người Do Thái tại Đức trong thời kỳ Đức Quốc Xã. Bà cảm thấy phim "thanh cao một cách tàn bạo" và tiết lộ nhận vai diễn này để tìm lợi ích về tài chính. Streep đến Đức và Áo để ghi hình, còn Cazale ở lại New York. Lúc trở về, Streep chứng kiến căn bệnh của Cazale phát triển dần; bà chăm sóc ông cho đến khi mất vào ngày 12 tháng 3 năm 1978. Với ước tính 109 triệu khán giả, Holocaust đưa Streep đến tầng lớp khán giả rộng lớn khắp cả nước. Phim giúp bà thắng giải Primetime Emmy cho "Nữ diễn viên chính nổi bật trong loạt phim truyền hình ngắn". Dù đạt thành công, Streep chưa hoàn toàn hứng thú với điện ảnh mà vẫn chọn sự nghiệp sân khấu.
Để thoát khỏi sự đau buồn sau cái chết của Cazale, Streep nhận vai cô người tình hoạt bát của Alan Alda trong The Seduction of Joe Tynan (1979); bà kể lại cảm giác "thoải mái" khi thể hiện vai diễn này. Bà nhận vai Katherine trong vở The Taming of the Shrew cho Shakespeare in the Park và vai phụ trong Manhattan (1979) của đạo diễn Woody Allen. Trong phim, Streep không được Allen cung cấp đầy đủ kịch bản, mà chỉ có 6 trang chứa cảnh của bà. Bà cũng không được phép ứng khẩu một từ nào trong kịch bản. Streep đóng cặp với Dustin Hoffman trong phim chính kịch Kramer vs. Kramer, vào vai một người vợ bỏ lại chồng con trong một cuộc hôn nhân không hạnh phúc. Streep cảm thấy nhân vật nữ trong kịch bản "quá tàn nhẫn", không thể hiện đúng hình ảnh người phụ nữ khi đối diện với cuộc hôn nhân tan vỡ và những cuộc tranh giành quyền nuôi con. Đoàn làm phim đồng tình và chỉnh lại kịch bản. Để chuẩn bị, Streep trò chuyện với mẹ về cuộc đời làm vợ và sự nghiệp, rồi đến phim trường tại khu phố Upper East Side để chiêm nghiệm sự tương tác giữa cha mẹ và con cái. Đạo diễn Robert Benton cho phép Streep tự viết lời thoại trong hai cảnh quyết định, dù nhận vài sự chỉ trích của Hoffman. Jaffee và Hoffman sau này kể về sự miệt mài của Streep, trong đó có lời của Hoffman, "Cô ấy chăm chỉ một cách đáng kinh ngạc, đến mức ám ảnh. Tôi nghĩ cô ấy không nghĩ gì khác ngoài công việc của mình." Phim gây nên sự tranh cãi trong cộng đồng chủ nghĩa nữ quyền, nhưng vai diễn này khiến nhà phê bình điện ảnh Stephen Farber tin vào "cường độ xúc cảm" của Streep, viết rằng bà là một trong "những diễn viên hiếm hoi có thể thể hiện những khoảnh khắc đời thường nhất một cách bí ẩn".
Với Kramer vs. Kramer, Streep thắng cả hai giải Quả cầu vàng và giải Oscar cho "Nữ diễn viên phụ xuất sắc nhất". Sau khi nhận giải Oscar, bà bỏ quên bức tượng vàng trên sàn nhà vệ sinh nữ. Bà còn giành giải của Hiệp hội phê bình phim Los Angeles cho nữ diễn viên phụ xuất sắc nhất, Giải Ủy ban Quốc gia về Phê bình Điện ảnh cho nữ diễn viên phụ xuất sắc nhất và Giải Hiệp hội phê bình phim quốc gia cho nữ diễn viên phụ xuất sắc cho tổng cộng 3 phim có sự góp mặt của bà trong năm 1979. The Deer Hunter và Kramer vs. Kramer mang về thành công thương mại và liên tiếp giành giải Oscar cho phim hay nhất.

### Thập niên 1980

#### Vươn đến thành công
Năm 1979, Streep bắt đầu thực hiện Alice in Concert, một phiên bản nhạc kịch của tác phẩm Cuộc phiêu lưu của Alice vào Xứ sở thần tiên, cùng tác giả kiêm nhà soạn nhạc Elizabeth Swados và đạo diễn Joseph Papp; chương trình biểu diễn tại Nhà hát Public, New York từ tháng 12 năm 1980. Frank Rich của The New York Times nhắc đến Streep như là "một kỳ quan" trong vở kịch này, nhưng tự hỏi tại sao bà lại hết lòng với vở diễn này đến vậy. Đến năm 1980, Streep nhận nhiều vai chính trong phim ảnh. Bà góp mặt trên trang bìa tạp chí Newsweek với tiêu đề "Một ngôi sao của thập niên 80", với dòng bình luận của Jack Kroll, "Diễn xuất của cô ấy thoang thoảng nét bí ẩn; cô không chỉ bắt chước (dù là một nhà mô phỏng tuyệt vời). Mà còn chuyển giao cảm giác nguy hiểm, một không khí khó chịu ban sơ giấu bên dưới hành vi bình thường". Streep khước từ sự chú ý của dư luận lúc bây giờ, gọi đó chỉ là "sự cường điệu quá mức".
Phim chính kịch lãng mạn The French Lieutenant's Woman (1981) đánh dấu vai diễn chính diện đầu tiên của Streep. Streep đóng cặp với Jeremy Irons trong vai những diễn viên đương đại, kể về câu chuyện tình hiện đại, cùng vở kịch thời kỳ Victoria mà họ trình diễn. Dù Streep thể hiện chất giọng Anh một cách hoàn hảo, bà vẫn cho rằng mình không hợp với vai diễn: "Tôi ước mình xinh đẹp hơn". Một bài viết của tạp chí New York nhận xét, trong khi nhiều nữ minh tinh trước đây chỉ theo đuổi một cá tính nhất định trong phim, thì Streep chính là "chú tắc kè hoa", sẵn lòng hóa thân vào bất kỳ loại vai nào. Phim giúp Streep giành giải BAFTA cho nữ diễn viên chính xuất sắc nhất. Năm kế đến, bà tái hợp với Robert Benton trong phim tâm lý ly kỳ Still of the Night (1982), bên cạnh các diễn viên Roy Scheider và Jessica Tandy. Vincent Canby của tờ The New York Times nhận thấy bộ phim là lời tri ân tới tác phẩm của đạo diễn Alfred Hitchcock, nhưng thiếu đi sự ăn ý giữa Streep và Scheider, kết luận rằng Streep "tuyệt vời, nhưng chưa xuất hiện đủ lâu trên màn ảnh".
Cuối năm 1982, Streep gặt hái thành công lớn hơn nữa với phim chính kịch Sophie's Choice. Bà thủ vai một nạn nhân người Ba Lan sống sót sau trận diệt chủng Holocaust, vướng vào mối tình tay ba với một nhà văn trong sáng (Peter MacNicol) và một nhà tri thức người Do Thái (Kevin Kline). Vai diễn đầy cảm xúc kịch tính cùng khả năng nói giọng Ba Lan của Streep mang về nhiều lời khen ngợi. William Styron nhắm vai Sophie cho Ursula Andress trong thời gian sáng tác cuốn tiểu thuyết, nhưng Streep mới là người giành được vai diễn. Streep quay cảnh cao trào của phim chỉ một lần và từ chối thực hiện lại, vì cảm thấy vô cùng đau đớn và mệt mỏi về tinh thần. Cảnh một người lính SS tại Trại tập trung Auschwitz ra lệnh cho Streep phải chọn một trong hai đứa con của mình bị hành quyết bằng khí ngạt và đem tới trại tập trung, được xem là cảnh phim nổi tiếng nhất của bà. Theo Emma Brockes của The Guardian năm 2006: "Đó chính là cảnh phim đặc trưng của Streep, khiến người xem căng thẳng, nhưng cũng vô cùng khéo léo qua khả năng truyền tải cảm xúc của cô". Streep nhận nhiều giải thưởng cho vai diễn này, trong đó có giải Oscar cho "Nữ diễn viên xuất sắc nhất"; tạp chí Premiere bình chọn đây là vai diễn vĩ đại thứ ba mọi thời đại. Roger Ebert nhận xét, "Streep thể hiện chất giọng Ba Lan-Mỹ đầy mê hoặc trong những cảnh Brooklyn (cô ấy sở hữu chất giọng đầu tiên mà tôi vô cùng yêu mến), và những cảnh hồi tưởng có phụ đề tiếng Đức và Ba Lan. Gần như không có cảm xúc nào mà Streep bỏ lỡ trong bộ phim này, vậy mà ta chưa hề thấy cô kiệt sức. Đây là một trong những màn diễn xuất gây sửng sốt, mà cũng thật tự nhiên và chân thật nhất mà tôi có thể tưởng tượng." Ngược lại, Pauline Kael gọi đây là một "bộ phim dở tệ" và nghĩ rằng Streep "chưa thật sự nhập vai và thiếu đi sự hứng thú của khán giả".

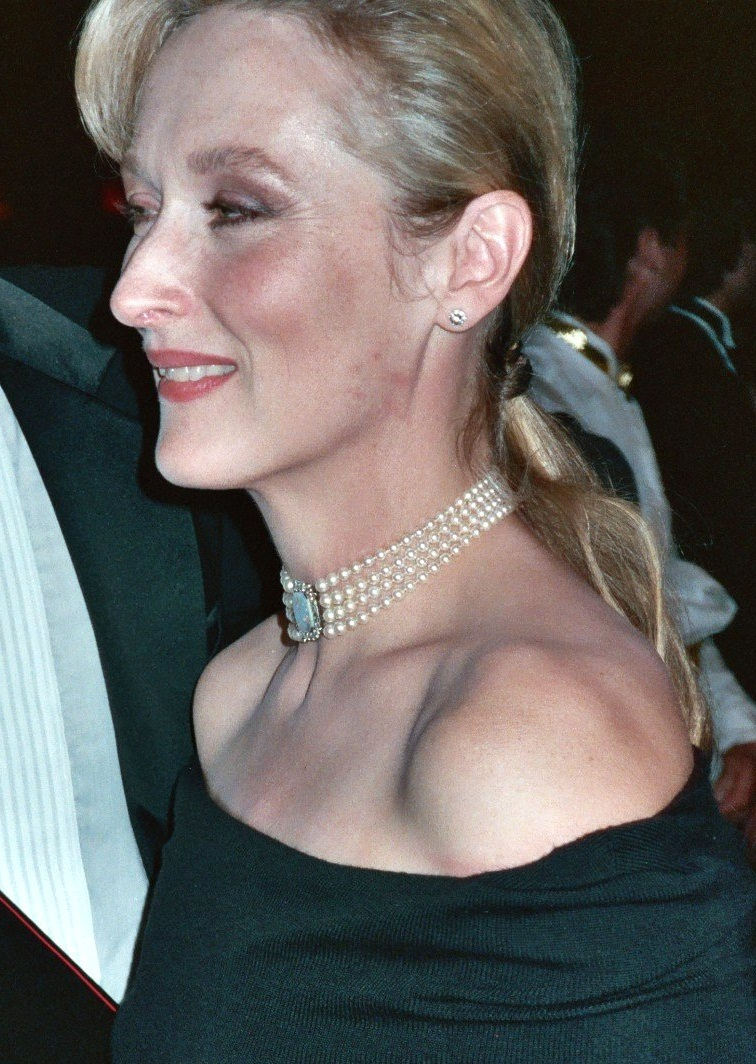
Streep tại lễ trao giải Oscar lần thứ 61, năm 1989

Năm 1983, Streep thủ vai nhân vật có thật đầu tiên trong sự nghiệp, Karen Silkwood—một nhà tố giác hạt nhân và hoạt động nghiệp đoàn, trong phim tiểu sử Silkwood của đạo diễn Mike Nichols. Nhân vật này qua đời trong một vụ tai nạn xe hơi bí ẩn trong lúc điều tra việc làm sai trái tại nhà máy plutoni Kerr-McGee. Streep cảm thấy gần gũi với Silkwood và trong quá trình chuẩn bị, bà gặp gỡ nhiều người thân thiết với nhân vật này để tìm thấy những khía cạnh khác nhau về tính cách của bà. Bà kể, "Tôi không cố biến mình thành Karen. Tôi chỉ muốn nhìn vào thành tựu của bà ấy. Tôi sưu tầm mọi thông tin có thể về bà... Điều cuối cùng tôi làm là nhìn lại những sự kiện trong cuộc đời và cố gắng hiểu bà từ bên trong." Jack Kroll của Newsweek nhìn nhận Streep nhập vai một cách "tuyệt vời". Bạn trai của Silkwood, Drew Stephens cũng chấp thuận vai diễn này, thể hiện Karen như một con người chứ không phải là một huyền thoại; Bill, cha của Karen, cho rằng Streep và bộ phim này đã làm hạ bệ con gái ông. Pauline Kael tin rằng Streep không phải là diễn viên phù hợp cho vai này. Streep đóng cặp với Robert De Niro trong phim lãng mạn bị chỉ trích Falling in Love (1984) và nhận vai một chiến binh tham gia Thế chiến thứ hai trong phim chính kịch Anh Quốc Plenty (1985), chuyển thể từ vở kịch của David Hare. Roger Ebert đánh giá vai diễn trong Plenty truyền tải "sự tinh tế lớn lao; thật khó để vào vai một người phụ nữ mất cân bằng và loạn trí theo một cách nhẹ nhàng và trìu mến... Streep tạo ra một nhân vật hoàn thiện xung quanh một người phụ nữ với hàng loạt những triệu chứng khác nhau." Năm 2008, Molly Haskell khen ngợi vai diễn này của Streep, tin rằng đây là "một trong những bộ phim khó khăn và tham vọng nhất của Streep", cũng như là vai diễn "nữ quyền nhất" của bà.

#### Out of Africavà tranh cãi
Longworth gọi bộ phim Out of Africa (1985) chính là tác phẩm đưa bà trở thành ngôi sao Hollywood. Trong phim, Streep đóng vai nhà văn người Đan Mạch Karen Blixen, bên cạnh diễn viên Robert Redford trong vai Denys Finch Hatton. Đạo diễn Sydney Pollack ban đầu hoài nghi khi tuyển Streep vì nghĩ bà không đủ gợi cảm, trong khi muốn Jane Seymour cho vai này. Pollack nhớ lại cách Streep đã gây ấn tượng với ông bằng một cách đặc biệt: "Cô ấy rất thẳng thắn, trung thực và nghiêm túc. Không có khoảng cách nào giữa tôi và cô ấy." Streep và Pollack thường xuyên tranh cãi trong 101 ngày ghi hình tại Kenya, chủ yếu vì chất giọng của Bilixa. Streep chọn nói chuyện theo phong thái cổ xưa và quý tộc hơn sau khi bỏ ra nhiều thời gian nghe những đoạn băng của Blixen, còn Pollock cảm thấy điều đó không cần thiết. Phim gặt hái thành công thương mại và chuyên môn, mang về cho Streep đề cử Oscar tiếp theo cho "Nữ diễn viên chính xuất sắc nhất" và giành giải "Phim hay nhất". Nhà phê bình Stanley Kaufmann viết, "Meryl Streep có cú lội ngược dòng hoàn hảo. Vai diễn của cô trong Out of Africa đạt tới đỉnh cao diễn xuất trong điện ảnh ngày nay".
Longworth chú ý tới những ý kiến chỉ trích chống lại Streep trong nhiều năm sau khi vươn tới thành công với Out of Africa, đặc biệt khi bà yêu cầu trả mức lương 4 triệu đô-la Mỹ cho một bộ phim. Không giống những minh tinh lúc bấy giờ như Sylvester Stallone và Tom Cruise, Streep "dường như chưa bao giờ thôi nhập vai" và một vài nhà phê bình cảm thấy chính kỹ thuật điêu luyện đã khiến công chúng cảm nhận diễn xuất của bà. Những bộ phim kế đến của Streep ít được công chúng biết đến; bà đóng cặp với Jack Nicholson trong hai phim chính kịch Heartburn (1986) và Ironweed (1987); Ironweed đánh dấu lần đầu tiên bà hát trên màn ảnh kể từ phim truyền hình Secret Service (1977). Trong Evil Angels (1988), bà nhận vai Lindy Chamberlain, một người phụ nữ Úc bị kết tội sát hại con gái ruột dù khẳng định bé gái bị một con chó Dingo tha đi. Ghi hình tại Úc, Streep thắng Giải thưởng của Viện phim Úc cho "Nữ diễn viên chính xuất sắc", "Nữ diễn viên xuất sắc nhất" tại Liên hoan phim Cannes và giải của Hội phê bình phim New York cho "Nữ diễn viên chính xuất sắc nhất". Streep chia sẻ việc thể hiện chất giọng Úc trong phim: "Tôi phải học hỏi đôi chút về giọng Úc vì chúng thật sự khác biệt, giống như đi từ Ý sang Tây Ban Nha vậy. Ta dễ gặp nhầm lẫn nho nhỏ". Vincent Canby của The New York Times gọi đây là "một màn diễn xuất gây sửng sốt nữa" của Streep, với "tính thẩm mỹ làm khẳng định thêm khả năng diễn xuất trên màn ảnh".
Năm 1989, Streep chuẩn bị cho vai chính trong phiên bản chuyển thể vở kịch Evita của Oliver Stone, nhưng rút lui với lý do "kiệt sức" chỉ hai tháng trước khi ghi hình, dù sau đó được tiết lộ lý do vì tranh cãi về số tiền thù lao. Đến cuối thập niên, Streep chủ động tìm vai trong những bộ phim hài. Bà chú ý đến vai một nhà văn lộng lẫy trong She-Devil (1989), một bộ phim trào phúng về sự ám ảnh sắc đẹp và giải phẫu thẩm mỹ tại Hollywood. Dù không giành được thành công, Richard Corliss của Time viết rằng Streep chính là "lý do duy nhất" để xem bộ phim và nhận xét đây là dấu mốc khác biệt so với những vai chính kịch mà bà thường diễn. Khi được hỏi về sự thờ ơ của khán giả trước những bộ phim này, Streep trả lời: "Khán giả đang giảm xuống; vì chiến dịch tiếp thị dần thu hẹp tầng lớp khán giả mà họ muốn tiếp cận—đàn ông từ 16 đến 25 tuổi—mọi thứ trở thành hội chứng gà và trứng. Thứ gì xuất hiện trước? Đầu tiên họ phát hành phim hè, rồi lại đi khảo sát nhân khẩu học xem ai muốn xem chúng".

### Thập niên 1990

#### Thành công giảm sút vàThe Bridges of Madison County

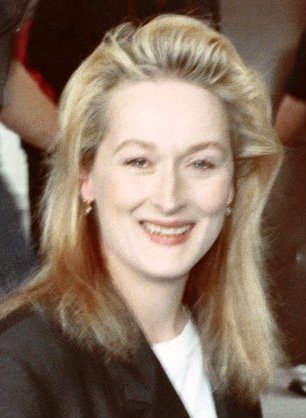
Meryl Streep tại giải Grammy lần thứ 32, 1990

Nhà tiểu sử Karen Hollinger miêu tả thời gian đầu những năm 1990 chính là giai đoạn xuống dốc về mặt phổ biến trong những bộ phim của Streep. Thời gian này, bà theo đuổi hình tượng nhẹ nhàng hơn thông qua những bộ phim hài bị giới phê bình đánh giá mờ nhạt, sau một chuỗi vai chính kịch gặp thất bại về doanh thu. Streep giới hạn lựa chọn để ưu tiên làm việc tại Los Angeles, nơi gần gũi với gia đình. Trong một buổi phỏng vấn năm 1981, bà chia sẻ, "Khi một diễn viên nữ bước vào độ tuổi 40, chẳng ai quan tâm tới cô ta nữa cả. Và nếu muốn đặt kế hoạch sinh nở trong thời gian ấy, bạn phải lựa vai một cách kỹ càng." Tại Hội thảo Phụ nữ quốc gia của Nghiệp đoàn Diễn viên Màn ảnh năm 1990, Streep đọc bài phát biểu trong sự kiện toàn quốc đầu tiên, nhấn mạnh sự sụt giảm cơ hội nghề nghiệp của phụ nữ, thù lao và hình mẫu trong khuôn khổ ngành công nghiệp điện ảnh. Bà chỉ trích ngành điện ảnh vì phớt lờ tính quan trọng của nữ giới trên màn ảnh và hậu trường.
Sau nhiều vai diễn trong phim hài chính kịch Postcards from the Edge (1990) và phim hài giả tưởng Defending Your Life (1991), Streep đóng cặp với Goldie Hawn trong phim hài kịch đen trào phúng Death Becomes Her (1992), với sự xuất hiện của Bruce Willis. Streep thuyết phục biên kịch David Koepp sửa lại một vài cảnh phim, đặc biệt là mối quan hệ giữa nhân vật của bà và một người đàn ông "phi thực tế" trẻ tuổi. Phim quay trong 7 tháng, là thời gian dài nhất trong sự nghiệp của Streep; bà nhập vai bằng cách "liên tục nghĩ ngợi về sự bực tức". Vì Streep bị dị ứng với nhiều loại mỹ phẩm, đoàn làm phim phải sử dụng kỹ xảo đặc biệt để khiến bà trông già hơn đến 10 tuổi, dù Streep tin rằng mình nhìn giống người gần 70 tuổi. Longworth nhìn nhận Death Becomes Her là "màn diễn xuất hình thể quan trọng nhất của Streep, bằng những cử chỉ thút thít, cười nhoẻn hay liếc mắt". Dù gặt hái thành công tại phòng vé, thu về 15.1 triệu đô-la Mỹ chỉ trong 5 ngày, diễn xuất hài hước của Streep bị giới phê bình chê trách. Richard Corliss từ tạp chí Time đồng cảm với "diễn xuất tài tình" của Streep nhưng gọi bộ phim này là "phiên bản hào nhoáng của She-Devil" và mang nội dung "thù ghét phụ nữ".
Streep sánh vai cùng Jeremy Irons, Glenn Close và Winona Ryder trong phim The House of the Spirits (1993), lấy bối cảnh chế độ độc tài quân sự của Chile. Giới phê bình đưa ra những nhận xét tiêu cực. Anthony Lane của The New Yorker viết: "Đây quả thực là một thành tựu. Hội tụ những cái tên Jeremy Irons, Meryl Streep, Winona Ryder, Antonio Banderas, Vanessa Redgrave và chắc chắn đây là màn diễn xuất tồi nhất của họ, không còn ngoại lệ nào nữa". Năm tới, Streep đóng vai mẹ của hai người con trai (Kevin Bacon và John C. Reilly) tham gia chuyến đi bè nguy hiểm trong hoang dã. Dù gặp những nhận xét trái chiều, Peter Travers của Rolling Stone cảm thấy bà "mạnh mẽ, hút hồn và thoải mái nhất từng thấy trên màn ảnh".
Tác phẩm thành công nhất của Streep trong thập niên này là phim lãng mạn The Bridges of Madison County (1995) của đạo diễn Clint Eastwood, chuyển thể từ quyển tiểu thuyết cùng tên của Robert James Waller. Phim kể về mối tình vụng trộm của Robert Kincaid (Eastwood), một nhiếp ảnh gia của tạp chí National Geographic và một thôn nữ trung niên đã kết hôn người Ý tại Iowa tên Francesca (Streep). Mặc dù Streep không ưng ý với cuốn tiểu thuyết, bà cảm thấy kịch bản này chính là cơ hội hiếm có cho một diễn viên ở tuổi bà lúc đó. Bà tăng cân cho vai diễn, đồng thời ăn mặc khác với nhân vật trong nguyên tác để cảm hóa hình tượng khêu gợi hơn từ những ngôi sao điện ảnh Ý như Sophia Loren. Cả Loren và Anna Magnani đều ảnh hưởng lớn tới vai Francesca; Streep còn xem Mamma Roma (1962) của đạo diễn Pier Paolo Pasolini trước khi ghi hình. Phim thắng lớn tại phòng vé và thu về hơn 70 triệu đô-la Mỹ tại Hoa Kỳ. Khác với cuốn tiểu thuyết, bộ phim được giới phê bình tiếp nhận nồng hậu. Janet Maslin của The New York Times bình luận Eastwood đã viết nên "một câu chuyện tình cảm động, bi thương từ tấm lòng tự tôn quá lố của ngài Waller", trong khi Joe Morgenstern của The Wall Street Journal gọi đây là "một trong những bộ phim thỏa mãn nhất gần đây". Longworth tin rằng diễn xuất của Streep "mãnh liệt tới mức đưa một bộ phim soap-opera yếu ớt trở thành một tác phẩm giả tưởng lịch sử gây chấn động, ám chỉ lời chỉ trích tới đời sống gia đình ngột ngạt của Hoa Kỳ sau chiến tranh". Bà gọi đây là vai diễn đưa Streep trở thành "nữ diễn viên trung niên thực thụ đầu tiên được Hollywood nhìn nhận như là một nữ anh hùng lãng mạn".

#### Cuối thập niên 1990
Trong Marvin's Room (1996), Streep đóng vai người chị ghẻ lạnh của Bessie (Diane Keaton), một người phụ nữ chống chọi với căn bệnh bạch cầu. Phim chuyển thể từ vở kịch của Scott McPherson; Streep đã giới thiệu vai diễn này cho Keaton. Bộ phim còn có sự góp mặt của Leonardo DiCaprio trong vai đứa con nổi loạn của Streep. Roger Ebert khẳng định "Streep và Keaton, theo cách riêng của họ, đã khiến nhân vật Lee và Bessie sâu sắc hơn biểu cảm vấn đề của họ." Các nhà phê bình đưa ra đánh giá tích cực đến bộ phim, giúp Streep giành một đề cử Quả cầu vàng nữa.
Trong vai một phụ nữ người Ireland, Streep tham gia cùng Michael Gambon và Catherine McCormack trong Dancing at Lughnasa (1998) của đạo diễn Pat O'Connor, được tham dự Liên hoan phim Venice trong năm phát hành. Janet Maslin của The New York Times viết "Meryl Streep thể hiện nhiều cử chỉ diễn xuất nổi bật trong sự nghiệp, nhưng cái cách bà lặng lẽ bên chiếc cửa sổ trong Dancing at Lughnasa mới là một trong những điều tuyệt nhất. Mọi điều mà khán giả cần biết về Kate Mundy, nhân vật của Streep, đều hằn lên gương mặt đoan trang, cô độc và ánh nhìn sửng sốt". Cuối năm đó, Streep vào vai một người mắc bệnh ung thư trong một tình cảnh gia đình khó khăn, mẹ của Renée Zellweger và vợ của William Hurt trong One True Thing. Phim thu về những nhận xét tích cực. Mick LaSalle trong San Francisco Chronicle viết; "Sau khi xem 'One True Thing', những ai khăng khăng mộng tưởng rằng Streep là một diễn viên lạnh lùng và cứng nhắc đều phải xem lại lời nói của mình. Bà ấy quả thật độc đáo và tự nhiên." Nhà phê bình Kenneth Turan trên Los Angeles Times nhận thấy đây là "một trong những vai ít kịch tính và phô trương nhất trong sự nghiệp" của Streep, nhưng bà đã "thổi vào sự chân thật khiến đây là một trong những màn diễn xuất gây xúc động nhất".
Streep hóa thân thành Roberta Guaspari, một nhân vật có thật người New York đã tìm thấy đam mê và giác ngộ công việc dạy violin cho trẻ em khu East Harlem, trong phim chính kịch âm nhạc Music of the Heart (1999). Phim là sự thay đổi so với những tác phẩm trước của đạo diễn Wes Craven như A Nightmare on Elm Street hay loạt phim Scream. Ca sĩ Madonna rời bỏ dự án phim trước khi ghi hình do bất đồng sáng tạo với Craven và Streep là người thay thế. Để chơi đàn violin, Streep phải trải qua hai tháng tập luyện cật lực, từ 5 tới 6 tiếng mỗi ngày. Bà giành đề cử giải Oscar, giải Quả cầu vàng và giải thưởng của Nghiệp đoàn Diễn viên Màn ảnh cho vai này. Roger Ebert viết "Meryl Streep nổi tiếng bởi khả năng làm chủ nhiều chất giọng; bà có thể là diễn giả hoạt ngôn nhất trong điện ảnh. Trong phim ta không biết bà đang giả giọng, cho đến lúc nghe giọng thật của bà; ta mới nhận ra cách nói của Guaspari chính là một thành tựu về giọng nói khác của Streep. Đây không phải giọng thật của Streep, mà của một người khác – với chất lượng rõ ràng nhất định, như thể đã trải qua một thời thơ ấu êm đềm cùng sự giáo dục và chắt lọc kỹ càng sau này."

### Thập niên 2000

#### 2000–05
Đầu thiên niên kỷ mới, Streep góp giọng trong phim khoa học viễn tưởng A.I. Artificial Intelligence (2001) của đạo diễn Steven Spielberg, kể về một người máy có hình hài của một đứa trẻ, do Haley Joel Osment thể hiện. Năm đó, Streep đồng chủ trì Đêm nhạc giải Nobel Hòa bình với Liam Neeson, diễn ra ở Oslo, Na Uy vào ngày 11 tháng 12, nhằm vinh danh những cái tên được trao giải Nobel Hòa bình, Liên Hợp Quốc và Kofi Annan.
Năm 2001, Streep lần đầu tiên trở lại sân khấu trong hơn 20 năm, vào vai Arkadina trong vở The Seagull của Anton Chekhov, được dàn dựng lại qua bàn tay của đạo diễn Mike Nichols, cùng sự xuất hiện của Kevin Kline, Natalie Portman và Philip Seymour Hoffman tại Nhà hát Public. Cùng năm, bà vào vai một nữ nhà báo có thật tên Susan Orlean trong phim hài chính kịch Adaptation (2002) của đạo diễn Spike Jonze. Được các nhà phê bình và khán giả tán thưởng, phim giúp Streep giành giải Quả cầu vàng thứ tư trong hạng mục "Nữ diễn viên phụ xuất sắc". A. O. Scott trên tờ The New York Times gọi vai diễn Orlean "được thể hiện với nét điềm tĩnh tinh quái", nhận thấy sự tương phản giữa "nhận thức hài hước" của Orlean và "sự quyến rũ qua mái tóc rũ và yếu ớt" trong người tình do Chris Cooper thủ vai. Streep sánh vai cùng Nicole Kidman và Julianne Moore trong phim chính kịch The Hours (2002) của đạo diễn Stephen Daldry, dựa trên cuốn tiểu thuyết cùng tên năm 1999 của Michael Cunningham. Phim kể về cuộc đời của ba người phụ nữ ở những thế hệ khác nhau, có sự liên kết với cuốn tiểu thuyết Mrs. Dalloway của tác giả Virginia Woolf. Các đánh giá hầu hết là tích cực, với cả ba nữ diễn viên chính đều giành giải Gấu bạc cho nữ diễn viên xuất sắc nhất.

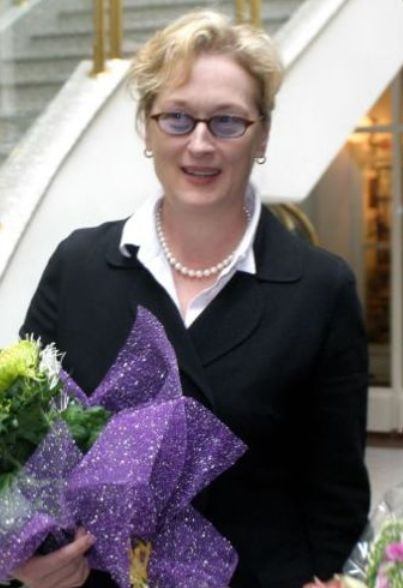
Streep năm 2004

Streep xuất hiện trong phim hài của anh em nhà Farrelly Stuck on You (2003). Bà còn tái hợp với đạo diễn Mike Nichols, cùng các diễn viên Al Pacino và Emma Thompson trong phim truyền hình đài HBO Angels in America (2003), lấy nguyên tác từ một vở kịch dài 6 tiếng của Tony Kushner. Phim kể về hai cặp tình nhân dần tan vỡ trong bối cảnh chính trị thời Reagan. Streep thể hiện 4 vai diễn trong loạt phim này, mang về giải Emmy thứ hai và giải Quả cầu vàng thứ 5 trong sự nghiệp.
Bà góp mặt trong phiên bản làm lại năm 2004 của The Manchurian Candidate, do đạo diễn Jonathan Demme thực hiện. Bà vào vai một người phụ nữ vừa là Thượng nghị sĩ Hoa Kỳ, vừa là một người mẹ độc đoán và tàn bạo của một ứng cử viên cho chức Phó tổng thống. Phim còn có sự tham gia của Denzel Washington, mang về thành công vừa phải. Cùng năm ấy, bà thể hiện vai phụ Aunt Josephine, bên cạnh Jim Carrey trong phim Lemony Snicket's A Series of Unfortunate Events, dựa trên 3 quyển tiểu thuyết đầu tiên trong loạt ấn phẩm của Snicket. Bộ phim hài kịch đen này mang về nhiều đánh giá tích cực từ các nhà phê bình và giành giải Oscar cho "Hóa trang xuất sắc nhất". Lấy cảm hứng bởi tình yêu đến Giverny của Pháp và Claude Monet, Streep là người tường thuật trong phim Monet's Palate, với Alice Waters, Steve Wynn, Daniel Boulud và Helen Rappel Bordman. Streep được tuyển vào vai Lisa Metzger, một nhà tâm lý học điều trị cho một nữ doanh nhân đã ly hôn, do Uma Thurman thủ vai. Phim thu về thành công tương đối, đạt 67.9 triệu đô-la Mỹ trên toàn cầu. Roger Ebert chú ý cách Streep sở hữu "khả năng xuyên thấu sự nghiêm nghị của một cảnh phim bằng lời nói mạnh mẽ, cho khán giả thấy được tài năng thật sự".

#### 2006–09
Tháng 8 và 9 năm 2006, Streep xuất hiện trên sân khấu Delacorte tại Central Park trong vở Mother Courage and Her Children. Dưới phần dàn dựng của Nhà hát Public, biên kịch Tony Kushner cải biên lại Angels in America, với những ca khúc phong cách Weill/Brecht của nhạc sĩ Jeanine Tesori (Caroline, or Change); dưới sự hướng dẫn của đạo diễn gạo cội George C. Wolfe. Streep cùng các diễn viên Kevin Kline và Austin Pendleton trình diễn trong vở kịch dài 3 tiếng rưỡi trên sân khấu. Trong thời gian này, Streep cùng Lily Tomlin vào vai hai thành viên trong gia đình theo truyền thống nhạc đồng quê trong phim cuối cùng của đạo diễn Robert Altman, A Prairie Home Companion (2006). Phim có sự tham gia của nhiều diễn viên như Lindsay Lohan, Tommy Lee Jones, Kevin Kline và Woody Harrelson, kể về công việc hậu trường tại một chương trình phát thanh công chúng cùng tên. Phim thu về 26 triệu đô-la Mỹ, chủ yếu từ thị trường nội địa.

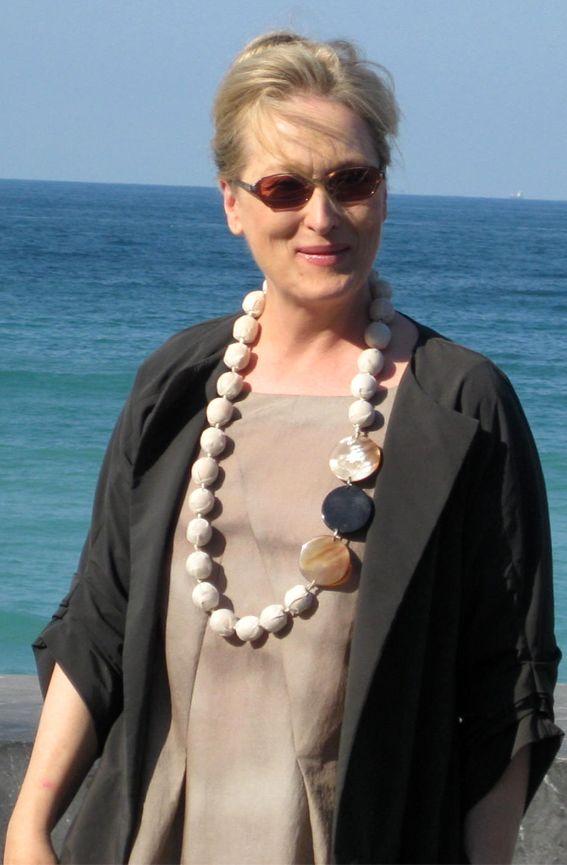
Streep tại Liên hoan phim quốc tế San Sebastian lần thứ 56 năm 2008

Trong The Devil Wears Prada (2006), một tác phẩm chuyển thể từ cuốn tiểu thuyết cùng tên năm 2003 của Lauren Weisberger, Streep vào vai Miranda Priestly, tổng biên tập tạp chí thời trang đầy quyền lực và hà khắc. Phim còn có sự tham gia của Anne Hathaway, Emily Blunt, Stanley Tucci và Simon Baker. Dù phim nhận nhiều đánh giá trái chiều, vai diễn Miranda "duyên dáng và kiêu ngạo" của bà được khen ngợi. Với bộ phim này, bà giành nhiều đề cử giải thưởng, trong đó có kỷ lục đề cử thứ 14 cho giải Oscar, cùng một giải Quả cầu vàng khác. Về mặt thương mại, đây là thành công lớn nhất của Streep vào thời gian ấy, đạt 326.5 triệu đô-la Mỹ trên toàn cầu.
Bà hóa thân thành một nhà bảo trợ đại học giàu có trong phim chính kịch bị đình trệ nhiều lần của đạo diễn Chen Shi-zheng, Dark Matter. Phim kể về một sinh viên người Hoa trở nên bạo lực tại một ngôi trường đại học ở Mỹ, lấy cảm hứng từ sự kiện xả súng tại Đại học Iowa năm 1991. Dự định phát hành năm 2007, đội ngũ sản xuất quyết định dời lịch sau vụ Thảm sát Đại học Bách khoa Virginia tháng 4 năm 2007. Phim bị giới phê bình đánh giá tiêu cực khi phát hành giới hạn năm 2008. Streep đóng vai một viên chức chính quyền Hoa Kỳ điều tra kẻ tình nghi khủng bố người Ấn Độ trong phim chính trị ly kỳ Rendition (2007), do Gavin Hood đạo diễn. Vì là người hiếm khi tham gia phim ly kỳ, Streep hoan nghênh cơ hội làm việc cho thể loại này và ngay lập tức tham gia dự án. Từ khi phát hành, phim không thành công ở các phòng vé và nhận nhiều đánh giá trái chiều.
Streep nhận một vai nhỏ cùng Vanessa Redgrave, Glenn Close và người con cả Mamie Gummer trong phim chính kịch Evening (2007) của đạo diễn Lajos Koltai, dựa trên quyển tiểu thuyết cùng tên năm 1998 của Susan Minot. Phim kể về một người phụ nữ ốm liệt giường, nhớ về cuộc sống xô bồ những năm 1950. Các nhà phê bình đánh giá phim một cách trung lập, xem đây là "bộ phim đẹp, nhưng buồn chán và lãng phí dàn diễn viên tài năng". Bà xuất hiện trong Lions for Lambs (2007) của Robert Redford, kể về sự kết nối giữa một trung đội lính Mỹ tại Afghanistan, một Thượng nghị sĩ Hoa Kỳ, một phóng viên và một giáo sư đại học California. Giống như Evening, giới phê bình cảm thấy phim chậm chạp và lãng phí tài năng của diễn viên, dù một nhà phê bình cho rằng Streep "tự nhiên, thả lỏng, mạnh mẽ một cách bình lặng", so với diễn xuất gượng gạo của Redford.

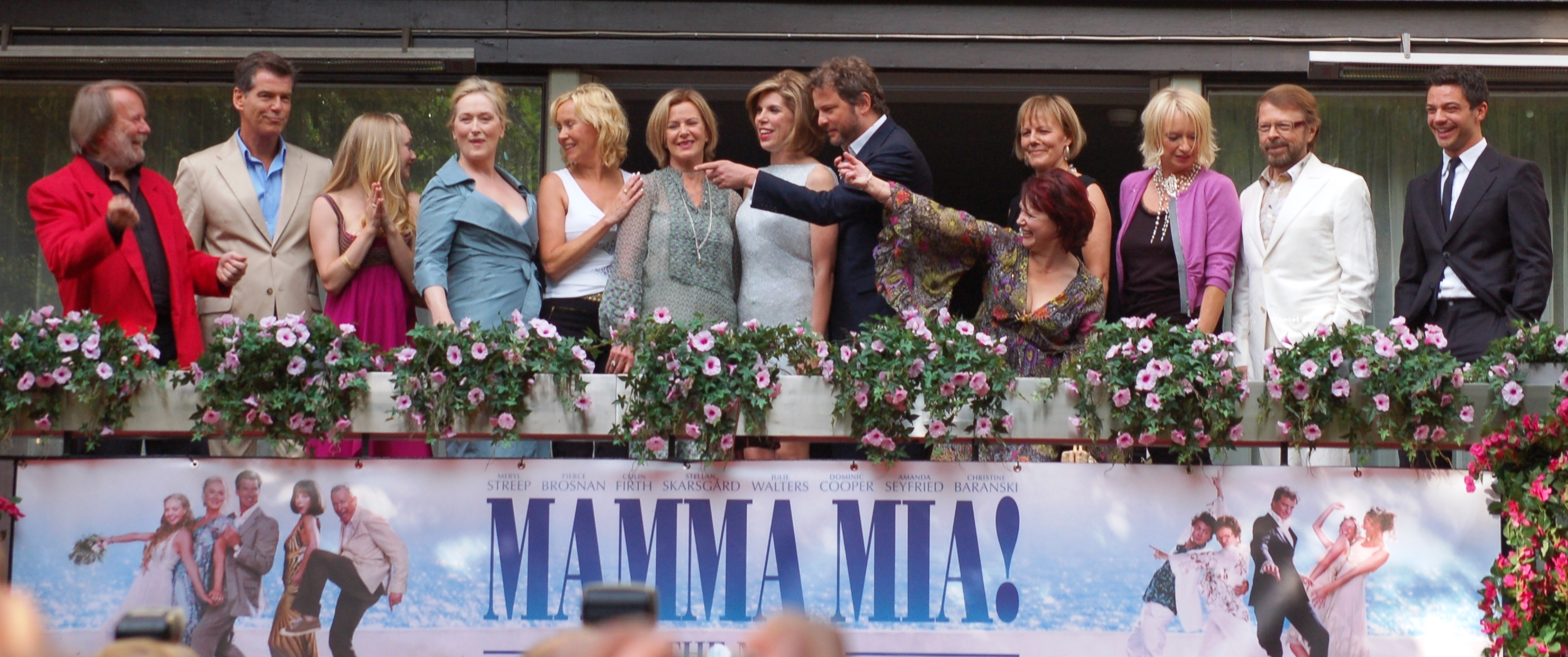
Streep bên cạnh các diễn viên và thành viên của nhóm nhạc ABBA tại buổi công chiếu Mamma Mia! ở Thụy Điển tháng 7 năm 2008

Streep gặt hái thành công thương mại lớn khi góp mặt trong Mamma Mia! (2008) của đạo diễn Phyllida Lloyd, chuyển thể từ vở nhạc kịch cùng tên về ban nhạc pop người Thụy Điển ABBA. Các diễn viên khác trong phim bao gồm Amanda Seyfried, Pierce Brosnan, Julie Walters, Stellan Skarsgård và Colin Firth. Streep vào vai một người mẹ đơn thân, từng là ca sĩ của một nhóm nhạc nữ, có con gái (Seyfried) sắp lấy chồng và mời ba người đàn ông có thể la cha mình đến lễ cưới trên một hòn đảo Hy Lạp thơ mộng. Đây là phim thành công thương mại nhất trong sự nghiệp của Streep, thu về 602 triệu đô-la Mỹ và cũng là phim nhạc kịch doanh thu cao nhất. Vai diễn của Streep được đánh giá tốt, mang về cho bà thêm một giải Quả cầu vàng nữa. Wesley Morris của The Boston Globe bình luận "diễn viên vĩ đại nhất điện ảnh Hoa Kỳ cuối cùng cũng trở thành một ngôi sao."
Cũng vào năm 2008, Streep cùng Philip Seymour Hoffman, Amy Adams và Viola Davis góp mặt trong phim chính kịch Doubt. Phim kể về một nữ tu nghiêm khắc (Streep), làm hiệu trưởng trong một ngôi trường Công giáo tại Bronx năm 1964, lúc cáo buộc một trường hợp lạm dụng tình dục trẻ em đối với một tu sĩ nổi tiếng (Hoffman). Phim mang về thành công tại phòng vé và được nhiều nhà phê bình ca ngợi là một trong những phim hay nhất năm. Bộ phim giành 5 đề cử giải Oscar, dành cho 4 diễn viên chính và kịch bản của Shanley. Ebert đưa ra đánh giá 4/4 sao, nhấn mạnh hình tượng nữ tu "thù ghét thế giới hiện đại" đầy biếm họa của Streep, còn Kelly Vance của The East Bay Express ghi nhận: "Thật thỏa mãn khi thấy một người chuyên nghiệp như Streep bước vào một vai diễn đầy tính phóng đại rồi tiếp tục thổi bùng sự hoang dại. Sơ Aloysius nghiêm nghị, đầy hung bạo và tái nhạt có thể là hình tượng sư cô đáng sợ nhất mọi thời đại."
Năm 2009, Streep hóa thân thành đầu bếp Julia Child trong tác phẩm Julie & Julia của đạo diễn Nora Ephron, với sự tái hợp của Stanley Tucci và Amy Adams. Là phim điện ảnh lớn đầu tiên lấy nguyên tác từ một trang blog, Julie and Julia kể về cuộc sống của Child trong những năm đầu sự nghiệp bếp núc và một công dân New Yorker trẻ tuổi Julie Powell (Adams), người theo đuổi ước muốn nấu toàn bộ 524 công thức trong quyển sách nấu ăn Mastering the Art of French Cooking của Child. Longworth tin rằng vai diễn Julia Child "có thể là màn trình diễn vĩ đại nhất sự nghiệp [của Streep], gợi nên trải nghiệm đời thực của chính bà trong câu chuyện của người phụ nữ trung niên này". Trong phim hài lãng mạn It's Complicated (2009) của Nancy Meyers, Streep đóng cặp với Alec Baldwin và Steve Martin. Bà nhận đề cử giải Quả cầu vàng cho "Nữ diễn viên phim ca nhạc hoặc phim hài xuất sắc nhất" cho cả Julie & Julia và It's Complicated; bà thắng giải cho Julie & Julia rồi tiếp tục giành đề cử giải Oscar thứ 16 cho vai diễn ấy. Bà còn góp giọng cho nhân vật Mrs. Felicity Fox trong phim hoạt hình tĩnh vật Fantastic Mr. Fox.

## Đời tư
Meryl Streep đã từng có 1 mối tình với diễn viên John Cazale cho đến khi ông mất vào tháng 3 năm 1978. Sau đó Meryl Streep kết hôn với Don Gummer vào ngày 15 tháng 11 năm 1978. Họ có bốn người con: Henry Wolf "Harry" Gummer (13/11/1979), Mary Willa "Mamie" Gummer (3/8/1983), Grace Jane Gummer (9/5/1986) và Louisa Jacobson Gummer (12/6/1991). Cả Mamie và Grace đều là diễn viên.
Khi được hỏi rằng liệu tôn giáo có đóng góp một phần trong cuộc sống của bà trong một cuộc phỏng vấn vào năm 2009, Streep trả lời: "Tôi không theo 1 học thuyết nào. Tôi không thuộc về một nhà thờ hoặc đền thờ hay hội đường, hoặc một tín ngưỡng nào".